# دیتسنرود-فاتروده
دیتسنرود-فاتروده (به آلمانی: Dietzenrode/Vatterode) یک شهر در آلمان است که در Eichsfeld واقع شده‌است. دیتسنرود-فاتروده ۱۴۲ نفر جمعیت دارد.